# Macrosiphum stanleyi
Macrosiphum stanleyi är en insektsart som beskrevs av Wilson 1915. Macrosiphum stanleyi ingår i släktet Macrosiphum och familjen långrörsbladlöss. Inga underarter finns listade i Catalogue of Life.